# Dave Scott
Dave Scott (ur. 14 maja 1962 roku w Petersfield) – brytyjski kierowca wyścigowy.

## Kariera
Scott rozpoczął karierę w międzynarodowych wyścigach samochodowych w 1980 roku od startów w Brytyjskiej Formule Ford oraz Formule Ford 1600 Donington. Z dorobkiem odpowiednio 30 i 28 punktów uplasował się odpowiednio na ósmej i trzeciej pozycji w klasyfikacji generalnej. W tym samym roku był ósmy w wyścigu Wendy Wools Formula 3 Race. W późniejszych latach pojawiał się także w stawce Europejskiej Formuły 3, Brytyjskiej Formuły 3, Europejskiej Formuły 2, Grand Prix Makau, Japońskiej Formuły 2, Grand Prix Monako Formuły 3, Canon NP Copiers F3 Race, Formuły 3000, World Sports-Prototype Championship, All Japan Sports Prototype Car Endurance Championship, Japońskiej Formuły 3 oraz Japońskiej Formuły 3000.
W Formule 3000 Brytyjczyk został zgłoszony do wyścigu na torze Birmingham Superprix w sezonie 1986 z brytyjską ekipą Peter Gethin Racing, jednak nie zakwalifikował się do wyścigu.